# Neuer Friedhof (Ludwigsburg)

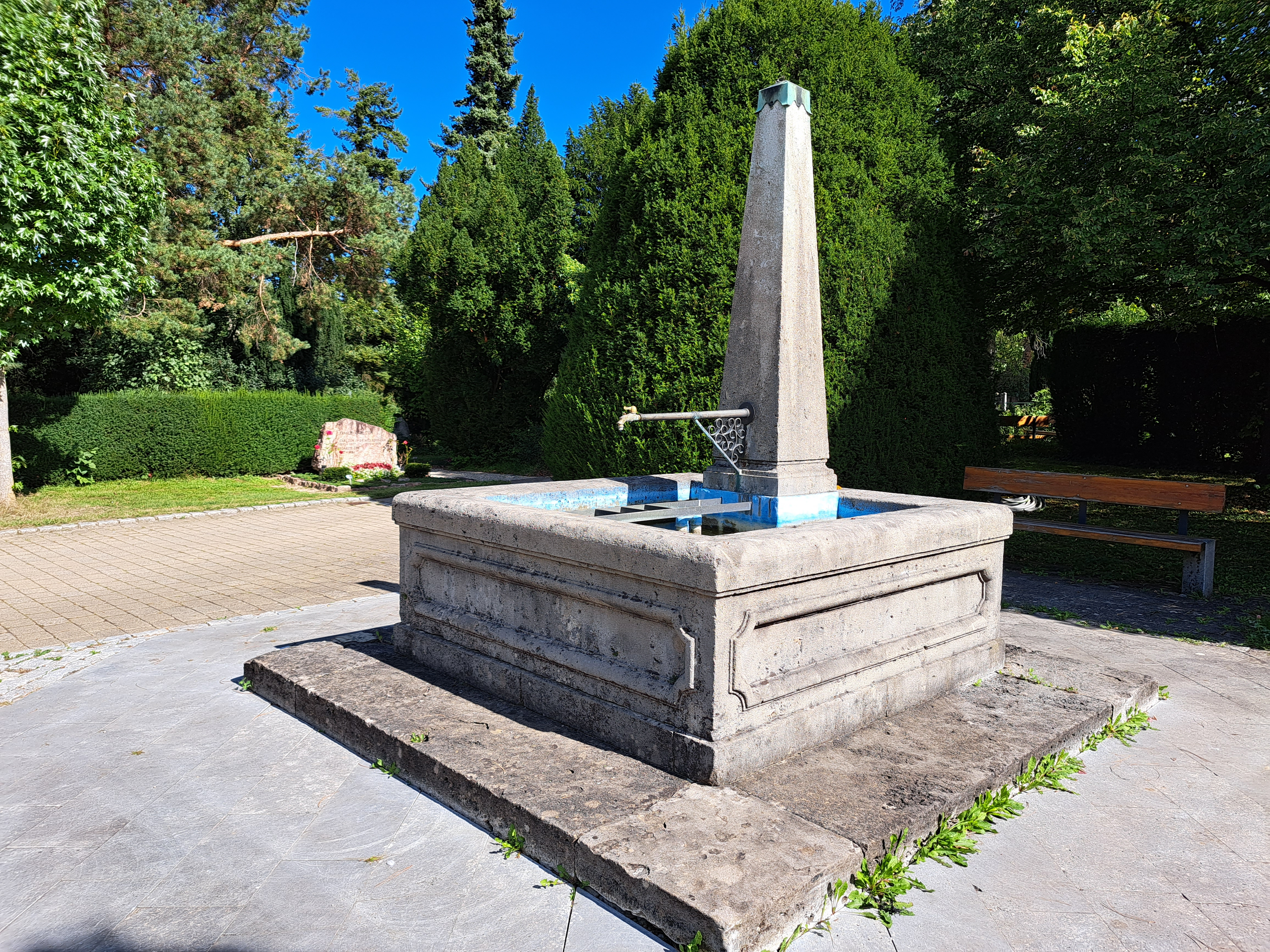
Brunnen

Der Neue Friedhof in Ludwigsburg ist ein Friedhof, der im 19. Jahrhundert angelegt wurde.

## Geschichte

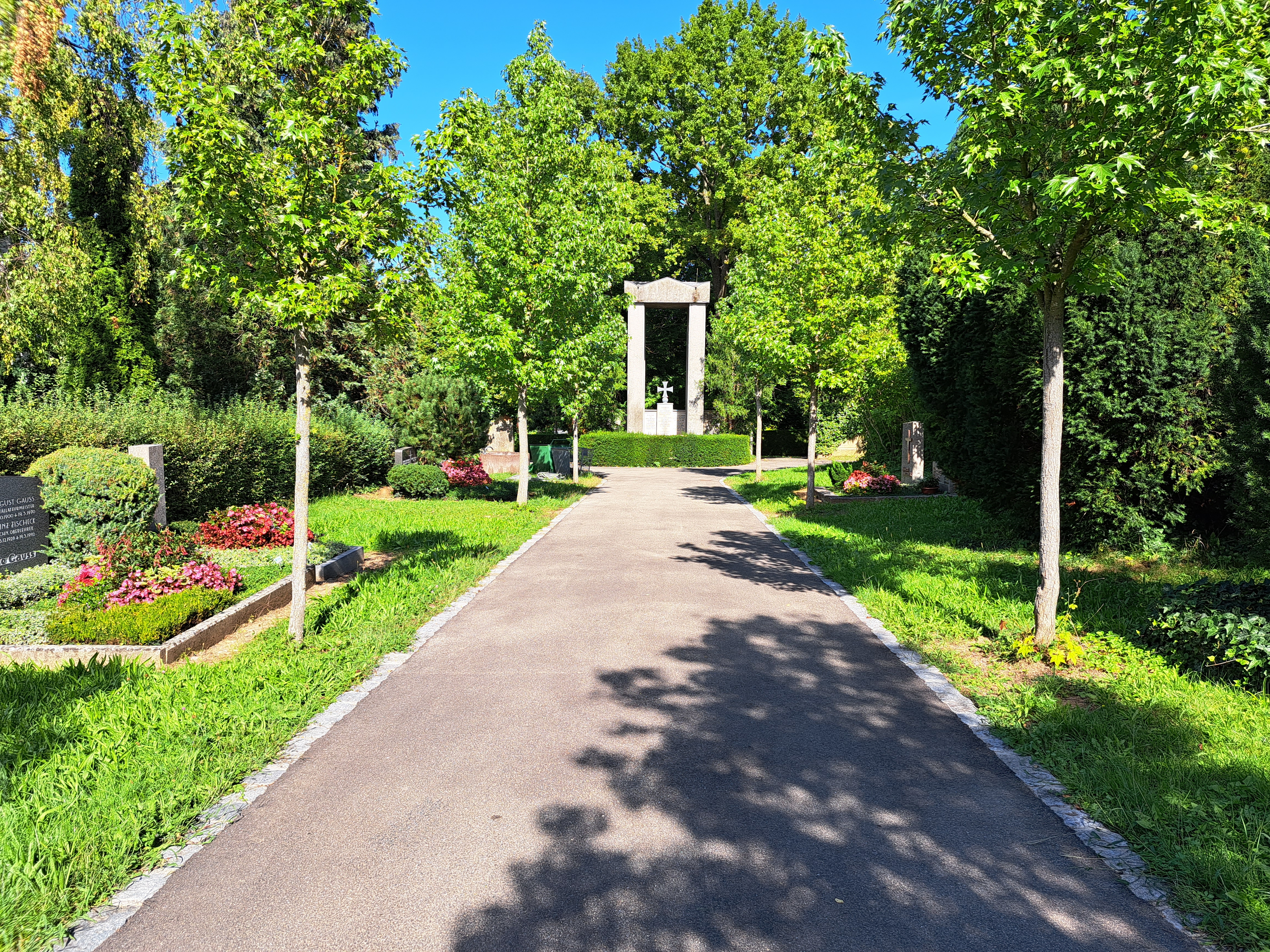
Neuer Friedhof, Blick auf das Grabmal von Wihelm von Lotterer

Der Friedhof wurde im Jahr 1880 eingeweiht. Sein südlicher Teil erhielt im Jahr 1901, kurz bevor der Alte Friedhof aufgelassen wurde, seine nach wie vor bestehende Gestalt. 
Die neuromanische Friedhofskapelle mit der Adresse Harteneckstraße 54 wurde in den Jahren 1901/02 errichtet. An der Planung dieses Backsteinbaus, der in der Mittelachse der Westseite des Friedhofs aufgeführt wurde, war Heinrich Dolmetsch beteiligt. Otto Eichert baute sie 1927 zum Krematorium um. Der Chor  wurde um 1970 umgestaltet. Einäscherungen finden seit 1994 nicht mehr auf dem Neuen Friedhof statt, sondern in Oßweil.
In der Harteneckstraße 82 wurde auf einer nördlichen Erweiterung eine Aussegnungshalle mit Nebenräumen gebaut. Diese 1964 auf einer Erhöhung errichtete Halle wurde von Erwin Rohrberg entworfen. Sie besitzt einen eigenen Campanile. Ihr Inneres wurde um 1970 umgestaltet.
Südlich der Aussegnungshalle wurden 1906 zwei weitere Backsteinbauten errichtet, die Friedhofsverwaltung und die Leichenhalle mit der Adresse Harteneckstraße 46. Aus derselben Zeit stammen auch die Backsteingebäude Neckarstraße 17 und 27, die als Friedhofswärterhaus und als Depotgebäude errichtet wurden. 
Der südliche Teil des Friedhofs ist von einer Mauer umgeben. Dort befinden sich viele bürgerliche Grabmonumente aus den ersten Jahrzehnten des 20. Jahrhunderts, zumeist in historisierendem Stil. Namhafte Ludwigsburger Familien ließen dort ihre Familiengräber anlegen, so z. B. die Familien Lotter, Vetter, Schmid, Kling, Heuss-Stöckinger, Metzger, Cluss, Hardegg, Ungeheuer, Feyerabend, Wagner-Braun und Essig. Die Mitglieder der Familie Franck wurden in einer terrassierten, umfangreichen Grabanlage bestattet. An den General Wilhelm von Lotterer erinnert ein Monument in Form eines hohen Baldachins, das von Paul Bonatz entworfen und aus Beton gefertigt wurde. Einen schlichten Grabstein wies das Grab des Zeichenlehrers Gottlieb Löffler auf, in dem auch dessen Ehefrau sowie der Sohn Walter Loeffler und die Schwiegertochter beigesetzt wurden.
Eine eigene Einfriedung besitzt das Areal des Neuen jüdischen Friedhofs, auf dem Grabdenkmäler aus der Zeit von 1900 bis 1937 erhalten geblieben sind. Dort wurden z. B. Mitglieder der Familien Elsas, Israel, Löwenthal, Ottenheimer und Weil bestattet.